# Convention anglo-française de 1882
La Convention anglo-française de 1882 a été signée le 28 juin 1882 entre la Grande-Bretagne et la France. Il a confirmé les frontières territoriales entre la Guinée et la Sierra Leone autour de Conakry et Freetown. Cependant, il n'a jamais été pleinement ratifié par la Chambre des députés française bien qu'il ait été officiellement reconnu par le ministère britannique des Affaires étrangères.

## Voir également
- Convention anglo-française de 1889
- Convention anglo-française de 1898
- Entente Cordiale